# Johann von Giffen

Von Pieter de Jode, nach Anselm van Hulle, 1649

Johann von Giffen (* im 16. Jahrhundert in Altdorf bei Nürnberg; † im 17. Jahrhundert) war ein deutscher Jurist und Gesandter zu den Verhandlungen, die 1648 zum Westfälischen Frieden geführt haben.

## Leben
Johann von Giffen war ein Sohn des Straßburger Professors Hubert von Giffen, der auch in Altdorf bei Nürnberg tätig war, und dessen Ehefrau Anna Margarethe Marbach.
Nach einem Studium der Rechtswissenschaften trat er vor 1640 in die Dienste Leopold Wilhelms von Österreich, der 1626 Nachfolger seines zurückgetretenen Onkels Leopold V. als Bischof von Passau und Bischof von Straßburg sowie Fürstabt des Klosters Murbach wurde.
1640 erteilte ihm Leopold Wilhelm ein Mandat für das Bistum Straßburg zum Reichstag zu Regensburg.
In den Jahren 1644 bis 1648 war er Gesandter des Deutschen Ordens bei den Verhandlungen, die 1648 zum  Westfälischen Frieden geführt haben.
Dabei übertrug Leopold Wilhelm ihm die Vertretung der Reichsritterschaft des Unterelsass, da sie  wegen der kriegsbedingten Vermögensschäden nicht zu einer eigenen Vertretung in der Lage war.
Von Giffen war Amtmann und Festungskommandant von Schirmeck, das sich im Besitz des Bischofs von Straßburg befand.
In Passau übte er das Amt des Provinzialrichters aus.